# Джерело «Жива вода»
Джерело «Жива вода» — гідрологічна пам'ятка природи місцевого значення. Розташована на території Тополівської сільської ради Гайсинського району Вінницької області. Оголошена відповідно до Рішення Вінницького облвиконкому від 29.08.1984 р. № 371. Охороняється великодебітне джерело ґрунтової води, що має водорегулююче значення.